# آی‌ان‌اس کامورتا
آی‌ان‌اس کامورتا (به انگلیسی: INS Kamorta) یک کشتی است که طول آن 109.1 m می‌باشد. این کشتی در سال ۲۰۱۰ ساخته شد.